# Il dolce rumore della vita
Il dolce rumore della vita è un film del 1999 diretto da Giuseppe Bertolucci.

## Trama
Sofia, giovane attrice di teatro alle prime armi, scopre suo malgrado che Bruno, il suo amato maestro di recitazione, è omosessuale; affranta dal dolore ed intenzionata a fuggire il più lontano possibile da lui, sul treno incontra una ragazzina che partorisce ed abbandona il neonato. Sofia prende una decisione che le cambierà la vita: prende il bambino e lo fa passare per suo figlio, dandogli il nome di Bruno.
Cinque anni dopo Sofia incontra il maestro alle prove di uno spettacolo e gli fa sospettare che il piccolo Bruno sia suo figlio. Passati altri dieci anni, Sofia, diventata ormai un'attrice affermata, si imbatte casualmente nella vera madre di Bruno e capisce che è giunto il momento di farle conoscere il figlio che aveva abbandonato.

## Commento
Bertolucci affronta con questo film i temi della diversità femminile, del caso e della menzogna attraverso il melodramma, avvalendosi di uno stile visivamente espressionista e caratterizzato da un'insolita componente onirica (evidenziata da una suggestiva ambientazione notturna e dalle fatiscenti abitazioni in cui si svolge la maggior parte della vicenda).

## Critica
Il Dizionario Morandini assegna al film tre stelle su cinque, scrivendo come Bertolucci si sia servito, nel continuare il discorso sulla diversità femminile, di una strumentazione più poetica che psicologica.

## Riconoscimenti
- 2000 - David di Donatello
  - Nomination Migliore attrice protagonista a Francesca Neri
  - Nomination Migliore attrice non protagonista a Rosalinda Celentano
  - Nomination Miglior sonoro a Tullio Morganti
- 2000 - Nastro d'argento
  - Nomination Migliore attrice protagonista a Francesca Neri
  - Nomination Migliore attrice non protagonista a Rosalinda Celentano
  - Nomination Migliore scenografia a Gianni Silvestri
- 1999 - Grolla d'oro
  - Migliore attrice a Francesca Neri
- 2000 - Premio Gianni Di Venanzo
  - Miglior fotografia italiana a Fabio Cianchetti

## Curiosità
La voce di Rade Šerbedžija nel film non è stata doppiata, proprio come nella versione italiana di Eyes Wide Shut.